# Diamantová voda
Diamantová voda je pseudovědecký pojem pro vodu, která má mít „téměř zázračné“ vlastnosti díky úpravě „speciální technologií“. Obecně je považována za blud či podvod a technologie jejího získávání za pavědu.
Diamantová voda má vznikat z obyčejné vody technologií, kterou údajně vyvinul Francouz Joël Ducatillon, a která zahrnuje „vědu čísel“ (někde překládáno jako „číselné kódy“) a hudbu. Diamantovová voda se má také získávat jejím naředěním „obyčejnou“ vodou. Má to být „pramenitá voda, u které byla zrychlena vibrační frekvence. Reaguje na přání a úmysly toho, kdo ji používá, a otevírá cestu k vyššímu vědomí a poznání.“

## Informace o diamantové vodě
Většina informací z internetu podporující šíření diamantové vody se o ní shodují jako o „průzračně čistá tekutině lahodné chuti a téměř zázračných vlastností.“[zdroj?]
- Diamantová voda má splnit nahlas vyslovené přání svého uživatele předtím než ji začne pít.[zdroj?]
- Diamantová voda má též mít schopnost přenést své schopnosti na jinou vodu – bude-li s ní smíchána minimálně v poměru 1 : 9, stane se po určitém čase, např. 3 hodiny pro přípravu 1 litru vody[2] z této vody voda diamantová. Tuto přípravu lze opakovat donekonečna.
- Použití hudby pro přípravu vody spočívá v tom že „krystal vody je vystavený písni lidového tance, který se tradoval v oblasti Kawachi po více než 800 let. Je živou geometrií založenou na zvuku.“[1]
- Používání diamantové vody většinou provázejí negativní reakce. Podle uživatelů diamantové vody je to přirozené a má se začít s malými dávkami.[2]

## Kritika
Kritici poukazují na pseudoodborné pojmy a slova používaná v souvislosti s popisem diamantové vody.